# Curve Fever Pro
Curve Fever Pro ist ein Online-Mehrspieler-Videospiel. Es wurde von Hidden Monster Games entwickelt und wurde am 26. Februar 2018 veröffentlicht. Es ist das vierte Spiel in der Curve Fever Reihe.
Es ist ein Remake des DOS-Computerspiels Achtung, die Kurve!.
Sobald man die eigene Linie oder die eines Gegners berührt, scheidet man aus, die Kurve bleibt allerdings bestehen. Spielziel ist es, länger als die Gegenspieler zu überleben.

## Spielprinzip
Der Spieler kontrolliert die Kurve mit vier Tasten: Eine lässt die Kurve sich linksherum drehen, die andere rechtsherum mit den verbleibenden Tasten kann man Fähigkeiten aktivieren. Die Kurven knicken allerdings nicht abrupt ab, wie etwa bei Snake, sondern biegen allmählich ab.
Die Spielereinheiten erscheinen auf einer Karte und bewegen sich mit einer konstanten Geschwindigkeit, bis sie zusammenstoßen bzw. gewinnen. Durch geschicktes Steuern kann man den Gegenspielern Raum wegnehmen und sie so zu Fehlern zwingen. Ein Wettkampf besteht aus mehreren Spielrunden.

### Module
Die Spieler können ihre Schiffe mit verschiedenen Fähigkeiten, sogenannten Module ausrüsten, die entweder defensiv oder offensiv reagieren können. Diese Fähigkeiten und Schiffe kann man während des Spiels freischalten.

### Spielmodi
Seit der Veröffentlichung wurden einige neue Spielmodi von den Entwicklern ausprobiert.

#### Knock-out-Modus
Einer davon ist der Knock-out-Modus: Der Gewinner jeder Runde ist für das nächste Spiel immun, kann also nicht knockedout werden, wenn er als erstes stirbt. Spieler, die als erstes in einer Runde sterben, sind ausgeschieden. Der letzte verbliebene Spieler hat das Spiel gewonnen.

#### FFA-Pro
Ein anderer Spielmodus ist FFA-Pro. In diesem Modus geht es darum nach sechs Runden so viele Punkte wie möglich zu sammeln. Der Spieler, der am meisten Punkte hat, hat gewonnen. Man bekommt Punkte, wenn man einem anderen Spieler den Weg abschneidet oder ihn mit seiner Waffe besiegt.

#### FFA-Pro 2
Der aktuelle Spielmodus ist der FFA-Pro 2: Der Spieler der am Schnellsten eine bestimmte Punktzahl erreicht hat gewonnen. In diesem Spielmodus kann man mit seiner Waffe den Gegnern Punkte stehlen. Nun tötet man nicht mehr seine Gegner mit den Waffen, sondern klaut ihnen ihre Punkte.

#### Teams
Am 27. August 2019 wurde der Team-Modus in Curve Fever Pro vorgestellt. Dieser wurde schon seit dem Beginn vom Spiel von der Community gewünscht.
Im Moment testeten die Entwickler mehrere Ausführungen des Team-Modus.
Am 17. September 2019 wurde der Team-Modus durch den oben erwähnten FFA-Pro 2 Modus ersetzt. Die Entwickler haben angekündigt den Team-Modus in Zukunft für private Räume zu veröffentlichen, was die freie Teamwahl zum Vorteil hätte.

### Tournaments
Das erste offizielle Tournament fand am 26. August 2018 statt. Gewonnen haben die Spieler Legolas und Hrvat. Das Finale musste wiederholt werden, da es wegen der hohen Anzahl an Spielern im Raum Lags auftraten.
In Curve Fever Pro findet monatlich ein offizielles Tournament statt. Die Gewinner werden mit der ingame Währung belohnt.

## Entwicklung
Curve Fever Pro wurde am 1. Februar 2018 von Hidden Monster Games angekündigt. Das Spiel wurde ab dem ersten Quartal 2017 entwickelt.
Seitdem wird das Spiel stetig verbessert und neue Spielmodi werden hinzugefügt.
Seit dem 20. Juni kann man in Privaten Räumen spielen, ähnliche wie bei Curve Fever 2.
Curve Fever Pro hat seit dem 22. November 2018 ein Hypertext Transfer Protocol Secure.
Die Entwickler haben am 30. Juli 2019 angekündigt Curve Fever Pro auf Steam zu veröffentlichen, es wird im Herbst 2019 erwartet.